# Champions League Twenty20 2014
Die Champions League Twenty20 2014 war ein internationaler Twenty20-Cricket-Wettbewerb, ausgetragen zwischen Clubs aus Indien, Australien, Südafrika, Sri Lanka, Neuseeland, Pakistan und den West Indies. Es war die sechste und letzte Austragung des Wettbewerbes und fand zwischen dem 13. September und 4. Oktober 2013 in Indien statt. Im Finale konnten sich die Chennai Super Kings gegen die Kolkata Knight Riders mit 8 Wickets durchsetzen.

## Austragungsorte
| Stadion                                                  | Stadt     | Kapazität |
| -------------------------------------------------------- | --------- | --------- |
| M. Chinnaswamy Stadium                                   | Bangaluru | 42.000    |
| Rajiv Gandhi International Cricket Stadium               | Hyderabad | 55.000    |
| Punjab Cricket Association Stadium                       | Mohali    | 35.000    |
| Shaheed Veer Narayan Singh International Cricket Stadium | Raipur    | 65.000    |

## Qualifikation
Tabelle
| Qualifikation    | Sp. | S | N | NR | P  | RR     |
| ---------------- | --- | - | - | -- | -- | ------ |
| Northern Knights | 3   | 3 | 0 | 0  | 12 | +2.080 |
| Lahore Lions     | 3   | 2 | 1 | 0  | 8  | −0.065 |
| Mumbai Indians   | 3   | 1 | 2 | 0  | 4  | −0.064 |
| Southern Express | 3   | 0 | 3 | 0  | 0  | −2.033 |

## Gruppenspiele

### Gruppe A
Tabelle
| Gruppe A              | Sp. | S | N | NR | P  | RR     |
| --------------------- | --- | - | - | -- | -- | ------ |
| Kolkata Knight Riders | 4   | 4 | 0 | 0  | 16 | +0.716 |
| Chennai Super Kings   | 4   | 2 | 1 | 1  | 10 | +0.945 |
| Perth Scorchers       | 4   | 2 | 2 | 0  | 8  | −0.038 |
| Lahore Lions          | 4   | 1 | 2 | 1  | 6  | −0.051 |
| Dolphins              | 4   | 0 | 4 | 0  | 0  | −1.338 |

### Gruppe B
Tabelle
| Gruppe B          | Sp. | S | N | NR | P  | RR     |
| ----------------- | --- | - | - | -- | -- | ------ |
| Kings XI Punjab   | 4   | 4 | 0 | 0  | 16 | +2.130 |
| Hobart Hurricanes | 4   | 3 | 1 | 0  | 12 | +1.193 |
| Barbados Tridents | 4   | 1 | 3 | 0  | 4  | −0.230 |
| Cape Cobras       | 4   | 1 | 3 | 0  | 4  | −0.955 |
| Northern Knights  | 4   | 1 | 3 | 0  | 4  | −2.697 |

## Halbfinale
| 2. Oktober Scorecard | Hyderabad | Hobart Hurricanes 140-6 (20)                | – | Kolkata Knight Riders 141-3 (19.1) |
|                      |           | Kolkata Knight Riders gewinnt mit 7 Wickets |   |                                    |

| 2. Oktober Scorecard | Hyderabad | Chennai Super Kings 182-7 (20)          | – | Kings XI Punjab 117 (18.2) |
|                      |           | Chennai Super Kings gewinnt mit 65 Runs |   |                            |

## Finale
| 4. Oktober Scorecard | Bangaluru | Kolkata Knight Riders 180-6 (20)          | – | Chennai Super Kings 185-2 (18.3) |
|                      |           | Chennai Super Kings gewinnt mit 8 Wickets |   |                                  |